# Маја Волк
Маја Волк (Београд, 30. јануар 1959) српска је сценаристкиња, списатељица, фадо музичарка и универзитетска професорка.

## Школовање
Ћерка је др Петра Волка, филмског и позоришног критичара и глумице Мирјане Коџић. Завршила је средњу музичку школу „Јосип Славенски“, одсек за класичну гитару и дипломирала је драматургију на Факултету драмских уметности. Упоредо са студијама драматургије, студирала је енглески и шпански језик на Филолошком факултету. Као стипендиста француске владе, започела је постдипломске студије на Новој Сорбони у Паризу, а завршила их на Факултету драмских уметности у Београду, где је магистрирала тезом „Драме Жан-Пол Сартра на југословенским сценама“. Њена књига „Драматургија модерног америчког филма од 1970-1990“, у издању Института за филм 1995. године, уједно је и њен други докторат из области филмологије.
Као стипендиста шведске владе, у Стокхолму изучавала стваралаштво Аугуста Стриндберга, да би докторирала 30. октобра 1991. године на Факултету драмских уметности у Београду, одбранивши тезу „Драматургија Аугуста Стриндберга у светлу његових позоришних теорија“. Други докторат из области филмологије је одбранила књигом „Драматургија модерног америчког филма од 1970-1990“, у издању Института за филм 1995. године.
Говори енглески, француски, шпански, италијански и португалски језик, а пева и на јапанском, кинеском, хебрејском, јидишу, арапском, каталонском, гејлику...

## Професионалан рад
Од 1981. до 1986. године била је запослена у „Центар филму” као филмски драматург, где је радила на око стотину пројеката, од којих је реализовано двадесетпет дугометражних играних филмова и десетак документарних филмова.

### Телевизија и радио
- На Телевизији Београд представљена је као аутор оригиналних серија у оквиру школског, образовног и музичког програма: „Како почети почетак” 1982, „Музички магазин” 1982 и 1983, „Историја земље” 1984, „Камерна сцена” 1997. и друге. Аутор је и неколико емисија из новогодишњег програма музичке редакције телевизије Београд (Лети лети песмо моја мила, од 1998 до 2005).
- Током 1998/1999. године, водила је и уређивала, на телевизији Палма, емисију Факултета драмских уметности „Суботом на Палми”, а током 2000/2001. исту емисију води на телевизији АРТ.
- Годинама је била један од водитеља и уредника емисије „Класику молим”, другог програма радио Београда. На истим таласима, уређивала је и водила емисију „Одисеј, магазин културе”. Током 2007. и 2008. године, у Новом Саду, на таласима радија 021, водила и уређивала емисију „Тангеро” о аргентинском тангу.
- Са музичком редакцијом РТС остварила је до сада 20 живих ауторских емисија из циклуса „Три годишња доба”, из области уметничке музике, где је била водитељ, писац и домаћин најзначајнијим именима класичне музике. Њен посебан допринос спајању уметничке музике и драматургије играног, види се у стварању музичко драмске форме „Камерна сцена“, „Родослов једног валцера” и „Живот је марш”, који је награђен 2004. године, на међународном фестивалу у Албени (Gran Prix). Од 2011. године, била је једна од пет водитељки емисије „Жене” на Првој ТВ.

### Филм
Први играни дугометражни филм рађен по њеном оригиналном сценарију је „Лагер Ниш”, у продукцији „Центар филма“, у режији Миомира Стаменковића, 1987. године. Њен други играни филм, „Чудна ноћ”, у режији Милана Јелића, приказан је на последњем фестивалу Југословенског филма у Пули, 1990. године.

### Као предавачица
- На Факултету драмских уметности у Београду, од 1992. године, ради на групи за драматургију, где предаје предмет „Филмски и тв сценарио”, а води и постдипломске студије на групи за филмологију.[2]
- Предаје на Академији умјетности у Бањалуци, од 2001. године, где је 2002. године основала и повела прву класу драматургије.
- Предаје савремену филмску драматургију, од 2007. године, на мастер студијама новосадске Академије уметности, а од јесени 2011. оснивач је групе за Менаџмент креативних индустрија при младом приватном Факултету за инжењерски менаџмент, у Београду.

## Чланство
Чланица је Међународног удружења филмских критичара „Fipresci“. Била је председник југословенске секције „YU fipresci branch“ и члан међународних жирија на фестивалима у: Ваљадолиду - Шпанија, Троји - Португалија, Турнхоуту - Белгија, Ст. Петерсбургу - Русија, Тромсу - Норвешка, Гетеборгу - Шведска, Таормини - Италија, Гихону - Шпанија и Тулузу - Француска.

## Остала интересовања
Од 2001. године, одржала је 60 концерта латиноамеричке музике и португалског фада, у Београду, Сомбору, Никшићу, Новом Саду, Бечеју, Брчком, Сарајеву, Палићу, Херцег Новом, Славонском Броду, Аранђеловцу, Кањижи, Котору, Вршцу, Зворнику. Снимила је два CD латино музике, два DVD филмске музике и један DVD „Лисабонска прича“. Оснивач је и члан оркестра „Београдски фадисти“, који једини у Београду и Србији изводи португалски фадо, а води и трио „Женијал“, са којим изводи еколошки програм светске музике на десетак језика. Најновији пројекат је „Мама Африка“, са оркестром „Abantu Abale“, у преводу добри људи, где изводи музику Miriam Makebe, Sezarije Evore, до Кубе и Бразила...
Захваљујући свом раду на масовној едукацији људи о здравијим стиловима живота, проглашена је за „Life Gurua 2012. године“, од стране часиописа „The men“.

## Дела
- Мртве Луталице, роман, Књижевне новине, 1990.
- Цицимрак међу гусарима, роман за децу, Дечјих новина, 1994.
- Вода и она, збирка поезије, Екоплус, 1996.
- Чудесна фрула Вулета Моција, музички роман за децу, Просвета, 1997.
- Несахрањене Марије, роман, Просвета, 1999.
- Пустињак, изабране радио драме, Позоришни музеј Србије, 2000.
- Предатор, роман, Прометеј Нови сад, 2005.
- Котлићи су у паклу, у рају нема кувања, посвећена исхрани живом храном, Нова поетика, 2011.
- Мртва жена хода, збирка песама, Нова поетика, 2011.
- Жива храна за живу децу и живахне родитеље, Нова поетика, 2012.
- Сирови живот или како почети почетак, Аргус медија, 2013.[3]
- 100 питања и 100 одговора, Нова поетика,[тражи се извор]
- Света љубав и сентиментално путовање, прва грчко-српска књига писана у „четири руке”, аутори Nikos Gousgounis и Маја Волк, Нова Поетика, 2017.[4]